# Gunnar Widh
Gunnar Folke Annian Widh, född 24 september 1936 i Linköpings Sankt Lars församling i Östergötlands län, är en svensk militär.

## Biografi
Widh avlade officersexamen vid Krigsskolan 1964 och utnämndes samma år till fänrik i armén, varefter han befordrades till kapten vid Luleå luftvärnskår 1972 samt befordrades till major 1975. Han tjänstgjorde i Planeringsavdelningen vid Försvarsstaben 1977–1978, i Studieavdelningen vid Arméstaben 1978–1980 och i Verksledningen vid Försvarets materielverk (FMV) 1980–1984, befordrad till överstelöjtnant 1982. Han var utbildningschef vid Luleå luftvärnsregemente 1984–1986 och tjänstgjorde i Huvudavdelningen för armémateriel vid FMV 1986–1989. År 1989  befordrades han till överste och var 1989–1992 chef för Luleå luftvärnsregemente. Han tjänstgjorde 1992–1994 i Arméstaben och 1994–1996 som sektionschef i Arméledningen.